# 16 de juny
El 16 de juny és el cent seixanta-setè dia de l'any del calendari gregorià i el cent seixanta-vuitè en els anys de traspàs. Queden 198 dies per a finalitzar l'any.

## Esdeveniments
Països Catalans
- 1802 - Menorca: en nom d'Espanya, el capità general de Mallorca, Joan Miquel Vives, pren possessió de l'illa després de la darrera ocupació britànica.
- 1808 - Montgat (Maresme): l'exèrcit napoleònic guanya la batalla de Montgat de 1808 durant la guerra del Francès.
- 1900 - Barcelona, Comencen les obres del Funicular del Tibidabo, el primer del país.[1]
- 1937 - Barcelona: Andreu Nin és detingut davant de la seu del seu partit a La Rambla de Barcelona. Dies més tard fou torturat i assassinat per agents de la policia soviètica per ordre del General Aleksandr Orlov a la presó d'Alcalá de Henares.[2]
- 1938 - Castelló (la Plana Alta): les tropes franquistes ocupen la ciutat.
- 1995 - Tortosa: És inaugurat el Teatre Auditori Felip Pedrell.[3]
- 2009 - Al Prat de Llobregat s'inaugura la terminal 1 de l'aeroport Internacional de Barcelona.
- 2017 - El València Basket guanya la Lliga ACB per primera vegada en la història en imposar-se al Reial Madrid en el quart partit de la final.[4]

Resta del món
- 1755 - Sackville (Nova Brunswick, Canadà): els anglesos obtenen la seva primera victòria durant la Guerra Franco-Índia en la batalla de Fort Beauséjour.
- 1815 - Ligny (Província de Namur, Bèlgica): l'exèrcit napoleònic guanya la batalla de Ligny tot i que estaven en inferioritat numèrica contra l'exèrcit prussià durant la Setena Coalició de les Guerres Napoleòniques.[5]
- 1846 - Roma: Pius IX és elegit papa de l'Església Catòlica.
- 1903 - Detroit (Michigan, Estats Units d'Amèrica): es funda la Ford Motor Company.[6]
- 1904 - Dublín, (Irlanda): Bloomsday, data on succeeixen tots els esdeveniments de la novel·la Ulisses de James Joyce.
- 1960 - Mueda (Moçambic): Massacre de Mueda, acte considerat com l'aixecament de la població autòctona envers els colonitzadors portuguesos.
- 1963 - Valentina Tereixkova s'enlaira en la càpsula espacial Vostok-6, convertint-se en la primera dona cosmonauta.[7]
- 1999 - Atenes (Grècia): Maurice Greene bat el rècord mundial dels 100 metres llisos amb un temps de 9.79. El rècord es mantindrà fins al 2008.

## Naixements
Països Catalans
- 1575 - Olot, Garrotxa: Benet Fontanella, abat del Monestir de Sant Pere de Besalú i President de la Generalitat de Catalunya.
- 1816 - Asp: Jenaro Alenda y Mira, escriptor i bibliotecari espanyol (m. 1893).
- 1869 - Les Masies de Roda, Osona: Lluís Gonzaga Jordà i Rossell, músic compositor i empresari musical (m. 1951).[8]
- 1913 - Vic, Osona: Andreu Colomer i Munmany, empresari i mecenes català (m. 2008).[9]
- 1915 - Lleida: Cèlia Viñas Olivella, poetessa, escriptora i pedagoga catalana (m. 1954).[10]
- 1918 - Barcelona: Ramon Bech i Taberner, escriptor i periodista català (m. 1995).[11]
- 1936 - Barcelona: Mercedes Vilanova Ribas, historiadora contemporània catalana. També pionera de l'escafandrisme.[12]
- 1957 - Sant Feliu de Llobregat, Baix Llobregat: Jordi Hurtado i Torres, presentador i actor de doblatge català.
- 1965 - Girona: Cristina Cervià Sancho, actriu i directora teatral catalana (m. 2019).[13]
- 1973 - Canet de Mar: Sandra Morro Latorre, portera d'hoquei sobre patins catalana.[14]
- 1978 - Arenys de Munt, Maresme: Daniel Brühl, actor catalano-alemany.
- 1986 - Alcalà de Xivert, Baix Maestrat: Marta Sorlí Fresquet, política valenciana, ha estat diputada al Congrés espanyol.[15]

Resta del món
- 1797 - Dijon: Sophie Rude, pintora francesa i model d'artista (m. 1867).[16]
- 1829 - París: Henriette Browne, pintora orientalista francesa (m. 1901).[17]
- 1867 - Tirano: Rosa Genoni, modista, dissenyadora de moda italiana (m. 1954).[18]
- 1871 - Jacksonville, Florida (EUA): James Weldon Johnson, autor, polític, diplomàtic, crític, periodista, poeta, antologista, educador, advocat, compositor de cançons, activista dels drets humans i prominent figura dins el moviment cultural Harlem Renaissance (m. 1938).[19]
- 1874 - Perth South (Canadà): Arthur Meighen, polític canadenc. Va exercir dues vegades com a Primer Ministre del Canadà (m. 1960).[20]
- 1885 - Berlín: Lilly Reich, dissenyadora modernista alemanya, una de les poques professores dones de la Bauhaus.[21]
- 1891: Mława, Polònia: Eva Kotchever, escriptora feminista polonesa (m. 1943).

- 1892 - València: Luisa Puchol Butier, actriu espanyola (m. 1965).[22]
- 1894 - El Caire: Mahmud Taymur, escriptor egipci i estudiós de la llengua i literatura àrabs (m. 1973).[23]
- 1897 - Berlín (Imperi Alemany): Georg Wittig, químic alemany, Premi Nobel de Química de l'any 1979 (m. 1987).[24]
- 1900 - Uncastillo: Inocencia Alcubierre, actriu espanyola (m. 1930).[25]
- 1902 - Hartford (els EUA): Barbara McClintock, botànica i genetista nord-americana, guardonada amb el Premi Nobel de Medicina o Fisiologia el 1983 (m. 1992).[26]
- 1907 - Malden (Massachusetts): Jack Albertson, actor estatunidenc.
- 1909 - Nova York: Edna Beilenson, tipògrafa, impressora i empresària estatunidenca.[27]
- 1910 - Piura (Perú): Juan Velasco Alvarado, president del Perú (m. 1977)
- 1915 - Vicenza, Itàlia: Mariano Rumor, primer ministre d'Itàlia (m. 1990)[28]
- 1917 - Nova York: Katharine Graham, editora periodística nord-americana, propietària i editora de The Washington Post (m. 2001).[29]
- 1920 - Ciutat de Mèxic, Mèxic: José López Portillo, president de Mèxic (m. 2004).[30]
- 1925 - 
  - París (França): Jean d'Ormesson, filòsof, periodista i escriptor francès, membre de l'Acadèmia Francesa (m. 2017).[31]
  - Minneapolis: Bebe Barron, compositora i enginyera de so nord-americana de música electrònica (m. 2008).[32]
- 1934 - 
  - Boston, Massachusetts (EUA): William Forsyth Sharpe, economista nord-americà, Premi Nobel d'Economia de l'any 1990.[33]
  - Clapton, Londres: Eileen Atkins, actriu anglesa de teatre, cinema i televisió.[34]
- 1937 - Sofia (Bulgària): Simeó Borisov Sakskoburggotski anomenat també Simeó II de Bulgària, és un polític búlgar i antic tsar o rei d'aquesta nació balcànica.[35]
- 1938 - Lockport, Nova York: Joyce Carol Oates, escriptora estatunidenca.[36]
- 1942 - Brescia, Itàlia: Giacomo Agostini, pilot de motociclisme de velocitat, és qui ha guanyat més títols mundials d'aquesta especialitat de la història.[37]
- 1952 - Saint Paul (Minnesota), EUA: Georgios Andreas Papandreu, primer ministre de Grècia.
- 1957 - Lviv, Ucraïna: Aleksandra Marínina, escriptora i novel·lista russa, autora de moltes obres de ficció detectivesca.[38]
- 1962 - Sena-Saint Denis, París, França: Cathy Ytak, escriptora i traductora.[39]
- 1965 - Nova York: Andrea Mia Ghez, astrònoma estatunidenca, Premi Nobel de Física de 2020.[40]
- 1967 - Toulon: Maylis de Kerangal, escriptora francesa.[41]
- 1971 - East Harlem, Nova York, (EUA): Tupac Shakur, raper estatunidenc, considerat com l'artista del seu gènere amb major quantitat de discos venuts de rap a nivell mundial (m. 1996).[42]

## Necrològiques
Països Catalans
- 2013 - Girona, Gironès: Tomàs Mallol i Deulofeu, promotor i director de cinema català (n. 1923).
- 2018 - Barcelona, Barcelonès: Josep Maria Rovira Belloso, sacerdot i teòleg català.[43]
- 2022 - Girona: Josep Pau Garcia Castany, futbolista català (n. 1948).

Resta del món
- 1216, Perusa, Estats Pontificis): Innocenci III, papa (n. 1160).[44]
- 1858, York (Anglaterra): John Snow, metge anglès, precursor de l'epidemiologia (n. 1813).[45]
- 1909, Ronneby: Ivar Hedenblad, director d'orquestra, compositor i pedagog musical suec.
- 1944, Saint-Didier-de-Formans, França: Marc Bloch, historiador francès, especialitzat en la França medieval i fundador, amb Lucien Febvre, de l'Escola dels Annales.
- 1958, Budapest (Hongria): Imre Nagy, polític hongarès, dos cops president del govern del seu país (n. 1896).[20]
- 1963, Lausana, Suïssa: Josep Pijoan i Soteras, arquitecte, historiador i crític d'art, assagista, poeta i agitador cultural (n. 1881).[46]
- 1967, Richmond upon Thames, Surrey, Anglaterra: Reginald Denny, actor britànic.
- 1970, Saint-Arnoult-en-Yvelines (França): Elsa Triolet, escriptora i traductora francesa d'origen rus, Premi Goncourt 1944 (n. 1896).[47]
- 1977, Alexandria, Virgínia (EUA): Wernher von Braun, una de les figures més importants en el desenvolupament de la tecnologia aeroespacial a Alemanya i als Estats Units d'Amèrica (n. 1912).[48]
- 1979:
  - Oklahoma (EUA): John Joseph Matthews, un dels més importants escriptors i portaveus osages.
  - Nova York (EUA): Nicholas Ray, director de cinema estatunidenc (n .1911).[49]
- 1986, Madrid: Luisa Sala Armayor, actriu espanyola (n. 1923).[50]
- 1990, Londres: Eva Turner, soprano anglesa (n. 1892).[51]
- 2000, Tòquio (Japó): Emperadriu Kōjun, consort de l'emperador Hirohito (n. 1903).[52]
- 2004, Bangkok, Tailàndia: Thanom Kittikachorn, dictador de Tailàndia (n. 1911).[53]
- 2008, Los Angeles, EUA: Cyd Charisse, actriu de cinema i ballarina estatunidenca.[54]
- 2010, Toronto, Canadà: Maureen Forrester, contralt canadenca (n. 1930).[55]
- 2017:
  - Ludwigshafen, Alemanya: Helmut Kohl, polític alemany, canceller d'Alemanya entre els anys 1982 i 1998.[20]
  - Los Angeles, Califòrnia (EUA):John G. Avildsen, director de cinema estatunidenc (n. 1935).[56]
- 2019, Arieja, França: Rosina de Pèira, cantant de cançons tradicionals en occità (n. 1933).[57]

## Festes i commemoracions
- Festa Local a Calella, a la comarca del Maresme.
- Bloomsday, dia en què tenen lloc els homenatges a James Joyce

Santoral
Església Catòlica
- Sants al Martirologi romà (2011):[58]
  - Sant Quirze i Santa Julita, màrtirs;
  - Ferriol i Ferruci de Besançon,
  - Ticó d'Amathus, bisbe (403);
  - Similià de Nantes, bisbe (s. V);
  - Auri, Justina i companys màrtirs (s. V);
  - Aurelià d'Arle, bisbe (551);
  - Benó de Meissen, bisbe (1106);
  - Lutgarda d'Aywières, cistercenca (1246);
  - Domènec Nguyen i companys màrtirs (1862).
  - Beats: Cecard de Luni, bisbe (ca. 860);
  - Thomas Reding, cartoixà màrtir (1537);
  - Antoine-Constant Auriel, màrtir (1794);
  - Maria Theresa Scherer, fundadora (1888).
- Sants Griciniana i Actinea de Volterra, màrtirs (s. IV);
  - Cunegunda de Rapperswil, verge i cristiana (s. IV);
  - Cethagh d'Oran, bisbe (s. V);
  - Bertold de les Ardenes (ca. 540);
  - Elpidi del Gavaldà, màrtir;
  - Legunci i Fromici de Metz, bisbes;
  - Colman MaRoi, abat de Reachrain (s. VI);
  - Curig de Llandabarn, bisbe (s. VI);
  - Fèlix i Maur, pelegrins (s. VI);
  - Ismael de Menèvia, bisbe (s. VI);
  - Paleri de Telese, bisbe;
  - Elidà de Glwyd, anacoreta;
  - Joan Francesc Regis, jesuïta (1640, en alguns calendaris locals; festa oficial: 31 de desembre);
  - translació de les relíquies de Ricard de Chichester i de Guillem de París.
- Beats Guillem de Monferrato, dominic;
  - Guiu Vignotelli, prevere (ca. 1245);
  - Limbània de Gènova, verge.
- Servent de Déu Benito Latras y Loriz, Cosan, abat de Santa Maria d'Alaó.
- beat Gaspare Burgherre, venerat a l'Orde de la Mercè:
- venerats a l'Orde Caputxí: beats Anicet Koplinski i companys màrtirs: Heinrich Krzysztofik, Florian Stepniak, Fidelis Chijnacki, Sympronianus Ducki (1942)

Església Copta
- 9 Baoni: partença de Samuel el Profeta; martiri de Lucilià i companys màrtirs; translació de les relíquies de Sant Mercuri a Egipte.

Església Ortodoxa (segons el calendari julià)
- Se celebren els corresponents al 29 de juny del calendari gregorià.

Església Ortodoxa (segons el calendari gregorià)
Corresponen al 3 de juny del calendari julià litúrgic:
- Sants Lucià, Julià i Maximià de Beauvais, màrtirs (81-96); 
  - Lucilià, Claudi, Hipaci, Pau, Dionís i Paula de Bizanci, màrtirs (270-275);
  - Aquil·les d'Alexandria, bisbe;
  - Hièria de Mesopotàmia, vídua (320);
  - Bàrsab d'Ixtar i companys màrtirs (342);
  - Clotilde de Borgonya, reina;
  - Kevin de Glendalough, eremita;
  - Atanasi de Cilícia, taumaturg (s. X);
  - Pappos, monjo; Demetri de Priluki, monjo (1392);
  - translació de les relíquies del príncep Demetri de Moscou (1606);
  - Josep de Tesalònica, metropolità màrtir (1821);
  - Cebrià, monjo màrtir (1934);
  - Miquel, prevere màrtir (1938).

Església de Geòrgia
- David de Gaderja, monjo.

Església d'Anglaterra
- Sants Ricard de Chichester, bisbe;
- Joseph Butler, bisbe de Durham, filòsof (1752)

Església Episcopal dels Estats Units
- George Berkeley (1753) i Joseph Butler, bisbes i teòlegs.